# Creed (kršćanski metal)
Creed je kršćanski metal sastav iz Njemačke, iz Kölna. Osnovan je 1982. godine.

## Povijest
Prvu postavu činili su Udo Libutzky i DeeDee Huege na gitari, Claus Binder na bubnjevima i Tichy Casni na bas-gitari. 
Prvo njihovo diskografsko izdanje je EP Creed iz 1985. godine. Sadržavalo je četiri skladbe. Glazbeni kritičari opisali su ovo izdanje kao "kršćanski metal sa stavom" uz utjecaj speed metala. 
1986. im se pridružio vokal Jessy Baron, a sastav je nešto poslije napustio gitarist DeeDee Huege. 1988. je iz sastava otišao bubnjar Claus Binder. 
Svirali su kao predizvođač glazbenom sastavu Whitecross, jednim od pripadnika prvog vala ove glazbe, kad je ovaj bio na turneji po SR Njemačkoj.
Potpisali su s izdavačkom kućom Pure Metal Records, nešto prije nego što je njihov album Sign of Victory objavljen lipnja 1990. godine. Album im je producirao pjevač, gitarist, tekstopisac Norman Barratt, glavna osoba britanske kršćanske glazbe, jedna od najzaslužnijih za razvitak te glazbe.
1991. ih je napustio gitarist Udo Libutzky te vokal Jessy Baron, a na mjesto bubnjara došao je Matt Staiger. 1992. godine sastav za vokala je došao je Thommy Rausz a za gitarista Hans E. Mickel. 1994. sastavu se pridružio gitarist Andreas Gutjahr. 1995. je godine bubnjar Matt Staiger napustio sastav, a na njegovo je mjesto došao Joachim Joos.
Od 1998. Andreas Gutjahr svira u Tankardu.

## Diskografija
- Creed, Maxi EP, 1985.[4]

Skladbe s albuma:
1. Turning Darkness Into Light
2. New Born
3. Longing for You
4. Silent Prayer

- The Sign of Victory, LP, 1990.[5]

Skladbe s albuma:
1. Sign of Victory
2. Taken By Storm
3. Meet Again (Farewell)
4. Broken Heart
5. Child
6. Prayer of Praise
7. Tonite
8. Break the Chainz
9. Forever on Fire
10. In the Dark

Pojavljuju se na albumu Just Be Sure It's Pure iz 1990. godine. Skladba Meet Again nalazi se na albumu sastava Treasure Seeker A Tribute to the Past iz 1998. godine i na kompilaciji raznih izvođača (CCM Hard Rock) Heavenly Metal Ballads iz 1993. (Pila Records). Kompilacija Heavenly Metal Ballads sadrži još jednu Creedovu skladbu, Broken Heart.

## Vanjske poveznice
- Metal Metropolis  Arhivirana inačica izvorne stranice od 23. svibnja 2010. (Wayback Machine)
- Cross Rhytms  Arhivirana inačica izvorne stranice od 8. svibnja 2013. (Wayback Machine) Članci u svezi s Creedom
- Encyclopaedia Metallum
- Italian Christian Metal Website  -  Il sito italiano dedicato al Metallo Cristiano Recenzija albuma Sign of Victory (na talijanskom)